# Kina Grannis

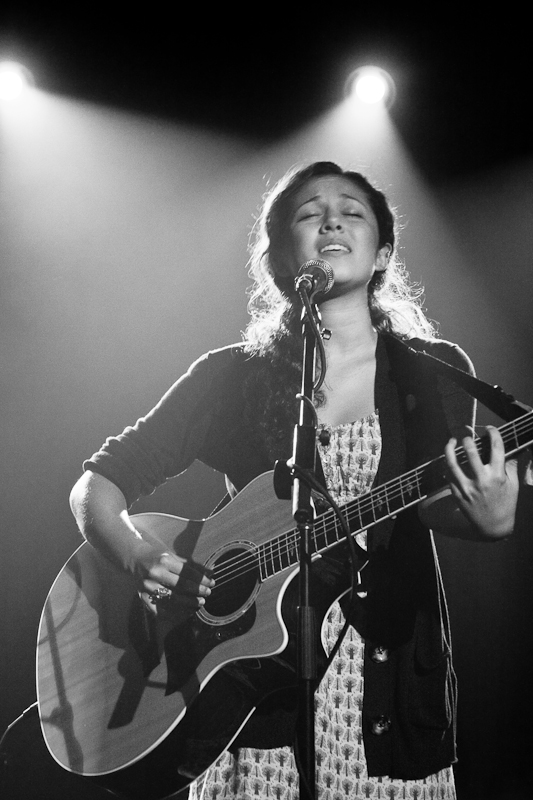
Kina Grannis

Kina Kasuya Grannis (* 4. August 1985 in Mission Viejo, Kalifornien) ist eine US-amerikanische Singer-Songwriterin und Gitarristin.

## Leben
Kina Grannis wuchs in Mission Viejo, Kalifornien, auf. Schon in der Grundschule komponierte sie einfache Klavierwerke und trat damit bei regionalen Wettbewerben an. Sie spielte Geige im Schulorchester und führte dies bis in die Highschool hinein weiter. Mit 15 Jahren brachte sie sich selbst das Gitarrespielen bei; es ist bis heute ihr primäres Instrument.

## Karriere
Kina Grannis gewann den „Doritos Crash the Super Bowl“-Wettbewerb. Ihre Entwicklung beim Wettbewerb wurde im The Orange County Register und The Wall Street Journal dokumentiert. Als Preis erhielt sie einen Vertrag mit Interscope Records, außerdem wurden ihre Videos während der Werbepausen des Super Bowl XLII gespielt.
2003 schrieb sich Kina Grannis an der University of Southern California (USC) ein. 2005 wurde sie von der USC Thornton School of Music ausgewählt, eine CD zu produzieren. Die CD mit dem Titel „Sincerely, Me“ wurde noch im selben Jahr veröffentlicht. Grannis schloss ihr Studium mit einem Diplom in sozialen Wissenschaften mit Schwerpunkt auf Psychologie ab.
2006 produzierte Kina Grannis zwei Alben und veröffentlichte sie selbst: One More in the Attic und In Memory of the Singing Bridge. Im Frühjahr 2007 nahm sie das Lied „Ours to Keep“ auf, das von Rachel Lawrence und Deborah Ellen geschrieben wurde. Es wird regelmäßig bei General Hospital gespielt. Weiterhin wurde das Lied während einer Episode der Mini-Serie Samurai Girl von ABC Family im September 2008 benutzt.
Am 14. November 2007 eröffnete sie ihren eigenen YouTube-Kanal, auf dem ihre Videos binnen kürzester Zeit über 40 Millionen Besucher hatten. Ihr erstes Video „Message from Your Heart“ war auch ihre Eintrittskarte in den „Crash the Super Bowl“-Wettbewerb, der ihr einen Vertrag mit Interscope Records verschaffte. Kina Grannis sollte ein Album mit Interscope veröffentlichen, sie entschied sich aber für einen anderen Weg und gab im Januar 2009 bekannt, dass sie es selbst herausbringen werde.
Im Juni 2009 wurden ihre Lieder „Never Never“ und „People“ in der MTV-Serie College Life genutzt.
Im April 2011 startete die Künstlerin unter dem Titel „World in Front of Me“ ihre erste internationale Tour, die neben Stationen in den Vereinigten Staaten auch Auftritte in Europa (u. a. in London, Paris und Berlin) umfasst.
Im November 2011 veröffentlichte die Sängerin das Musikvideo zu ihrem Lied „In Your Arms“, das im Stop-Motion-Stil produziert wurde, wobei das Artwork komplett auf Jelly Beans beruht. Dabei wurden 288 000 Jelly Beans verwendet. In nur drei Tagen erreichte das Video über eine Million Klicks.
Im Jahr 2012 startete sie ein Wohltätigkeitsprojekt unter dem Namen Run Team Kina. Die Erlöse aus dem Projekt gingen an die 1949 gegründete Leukemia & Lymphoma Society (LLS).
2017 gründete Grannis mithilfe ihrer Unterstützer auf der Seite Patreon ihr eigenes Label KG Records. Seither produziert sie ihre Musik unter diesem Fan-finanzierten Label.

## Diskographie

### Alben
- 2005: Sincerely, Me
- 2006: One More in the Attic
- 2006: In Memory of the Singing Bridge
- 2010: Stairwells (Re-Release, Deluxe- und European Edition 2011)[15]
- 2011: The Living Room Sessions Vol. 1
- 2014: Elements
- 2017: The Living Room Sessions Vol. 3
- 2018: In the Waiting
- 2021: It's Hard To Be Human

### Singles
- 2017: Can’t Help Falling In Love (US: Gold)[16]
- Message from Your Heart
- Valentine
- The One You Say Goodnight to
- Strong Enough